# Groupe de NGC 3613
Le groupe de NGC 3613 comprend au moins quatre galaxies situées dans la constellation de la Grande Ourse. La distance moyenne entre ce groupe et la Voie lactée est d'environ 27,5 Mpc (∼89,7 millions d'al). 

## Membres
Le tableau ci-dessous liste les quatre galaxies du groupe indiquées dans l'article de A.M. Garcia paru en 1993. Trois des quatre galaxies de ce groupe figurent aussi dans un groupe plus vaste, le groupe de NGC 3610, mentionné par Abraham Mahtessian dans un article paru en 1998. La galaxie non retenue par Mahtessian est UGC 6344.    
| Nom      | Class.   | Type                  | α (J2000.0)   | δ (J2000.0) | Vitesse radiale (km/s) | m    | Distance (Mpc) | Dimension (kal) |
| -------- | -------- | --------------------- | ------------- | ----------- | ---------------------- | ---- | -------------- | --------------- |
| NGC 3613 | E6       | Elliptique            | 11h 18m 36.1s | 58° 00′ 00″ | 2051 ± 5               | 10,7 | 28,6 ± 2,0     | 106             |
| NGC 3625 | SAB(s)b? | Spirale intermédiaire | 11h 20m 31.3s | 57° 46′ 53″ | 1940 ± 4               | 13,1 | 27,1 ± 1,9     | 51              |
| NGC 3669 | SBcd?    | Spirale barrée        | 11h 25m 26.7s | 57° 43′ 16″ | 1940 ± 11              | 12,4 | 27,1 ± 2,0     | 51              |
| UGC 6344 | Sm?      | Spirale magellanique  | 11h 20m 23.2s | 57° 44′ 30″ | 1934 ± 5               | 15,8 | 27,0 ± 1,9     | 20              |

Le site DeepskyLog permet de trouver aisément les constellations des galaxies mentionnées dans ce tableau ou si elles ne s'y trouvent pas, l'outil du site constellation permet de le faire à l'aide des coordonnées de la galaxie. Sauf indication contraire, les données proviennent du site NASA/IPAC. 